# Royal Albert Bridge
Il Royal Albert Bridge è un ponte ferroviario che collega Plymouth, nel Devon, a Saltash, in Cornovaglia, attraversando l'estuario del fiume Tamar. Progettato da Isambard Kingdom Brunel e costruito tra il 1854 e il 1859, è considerato un capolavoro dell'ingegneria di età vittoriana.

## Storia

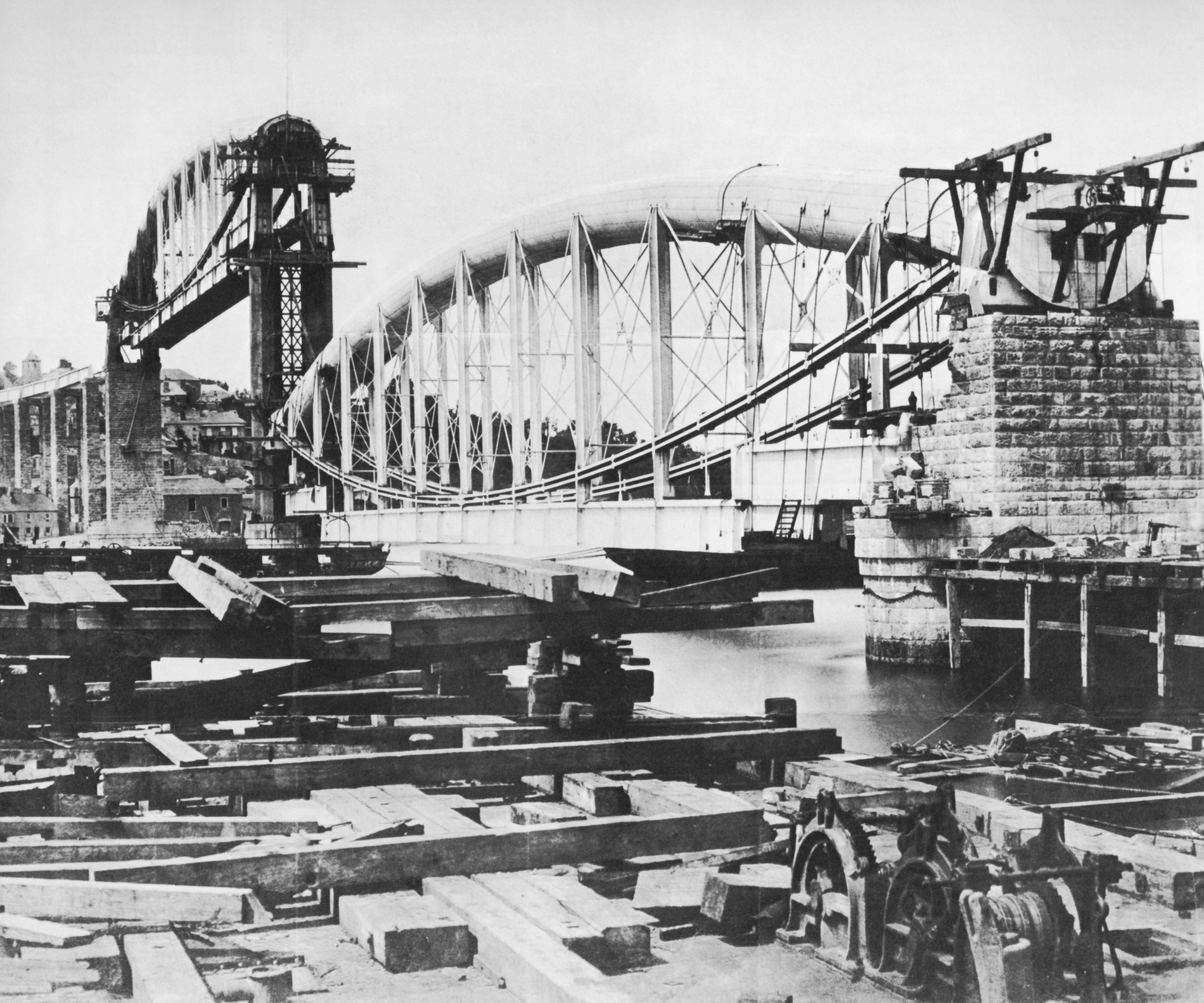
I lavori di costruzione del ponte nel 1858.

Nel 1846 l'approvazione del Cornwall Railway Act prevedeva, tra i vari punti, la sostituzione del servizio di traghetti sul fiume Tamar tra Saltash e Plymouth con un ponte ferroviario, in modo da collegare la linea ferroviaria della Cornovaglia al resto del nascente sistema ferroviario del Regno Unito. Isambard Kingdom Brunel, all'epoca già affermato ingegnere civile, fu incaricato del progetto. La costruzione del ponte rappresentò un'impegnativa sfida ingegneristica per le capacità di metà XIX secolo: costruire un ponte su un estuario largo circa 330 metri, profondo circa 27 metri ad un'altezza di circa 30 metri, in modo da poter permettere il passaggio in qualsiasi momento della costruzione alla Royal Navy. La costruzione vera e propria cominciò nel 1854 con la fondazione del pilone centrale sul fiume Tamar; questo lavoro si concluse due anni dopo, quando iniziò la costruzione del pilone centrale, che doveva raggiungere un'altezza di circa 30 metri. Il 1º settembre 1857 la prima campata del ponte fu fatta galleggiare sul fiume con l'aiuto di due grandi chiatte e sollevata mediante martinetti idraulici fino all'altezza prestabilita. Questa fu probabilmente la fase più spettacolare della costruzione dell'opera. La campata raggiunse la sua posizione definitiva, 30 metri sopra il livello dell'acqua, solamente 10 mesi dopo, il 1º luglio 1858. 10 giorni dopo. l'operazione venne ripetuta con la seconda campata del ponte. Le fonti narrano che circa 20.000 accorsero nella zona per vedere gli spettacolari lavori di costruzione del ponte. L'11 aprile 1859 il ponte venne collaudato venendo attraversato dalla prima locomotiva, mentre il 2 maggio dello stesso anno il principe Alberto inaugurò il ponte in pompa magna. I. K. Brunel, le cui condizioni di salute erano ormai precarie, non partecipò all'inaugurazione, ma riuscì ad attraversare il ponte due giorni dopo. A seguito della sua morte, avvenuta il 15 settembre 1859, la Cornwall Railway Company decise di commemorarlo aggiungendo le lettere del suo nome e l'anno d'inaugurazione sopra ai due portali d'ingresso del ponte. Considerato sin da subito un capolavoro d'ingegneria, il ponte è annoverato tra i listed buildings di grado 1 sin dal 1952. Importanti commemorazioni sono avvenute nel 1959, in concomitanza del 100º anniversario d'inaugurazione, nel 2006, bicentenario della nascita di I. K. Brunel e nel 2009 per i 150 anni del ponte. Dagli anni '60 del XX secolo il ponte è affiancato da un altro ponte sospeso riservato al traffico stradale: il Tamar Bridge.

## Descrizione

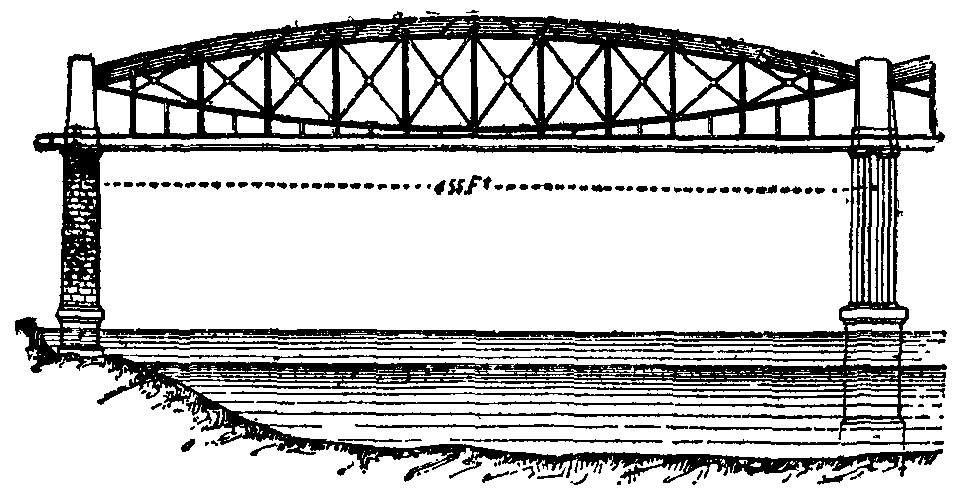
Studio della campata

Tra i vari progetti presi in considerazione, I. K. Brunel optò per un ponte formato da un unico pilone centrale che sosteneva due campate con una luce di 139 metri ciascuna. Le due campate sono formate da capriate autoportanti, collegate al ponte mediante l'uso di travi. La ferrovia si avvicina al ponte mediante due rampe che comprendono 7 piloni dal lato del Devon e 10 dal lato della Cornovaglia, arrivando ad un'altezza di circa 30 metri sopra il livello del fiume.

## Galleria d'immagini

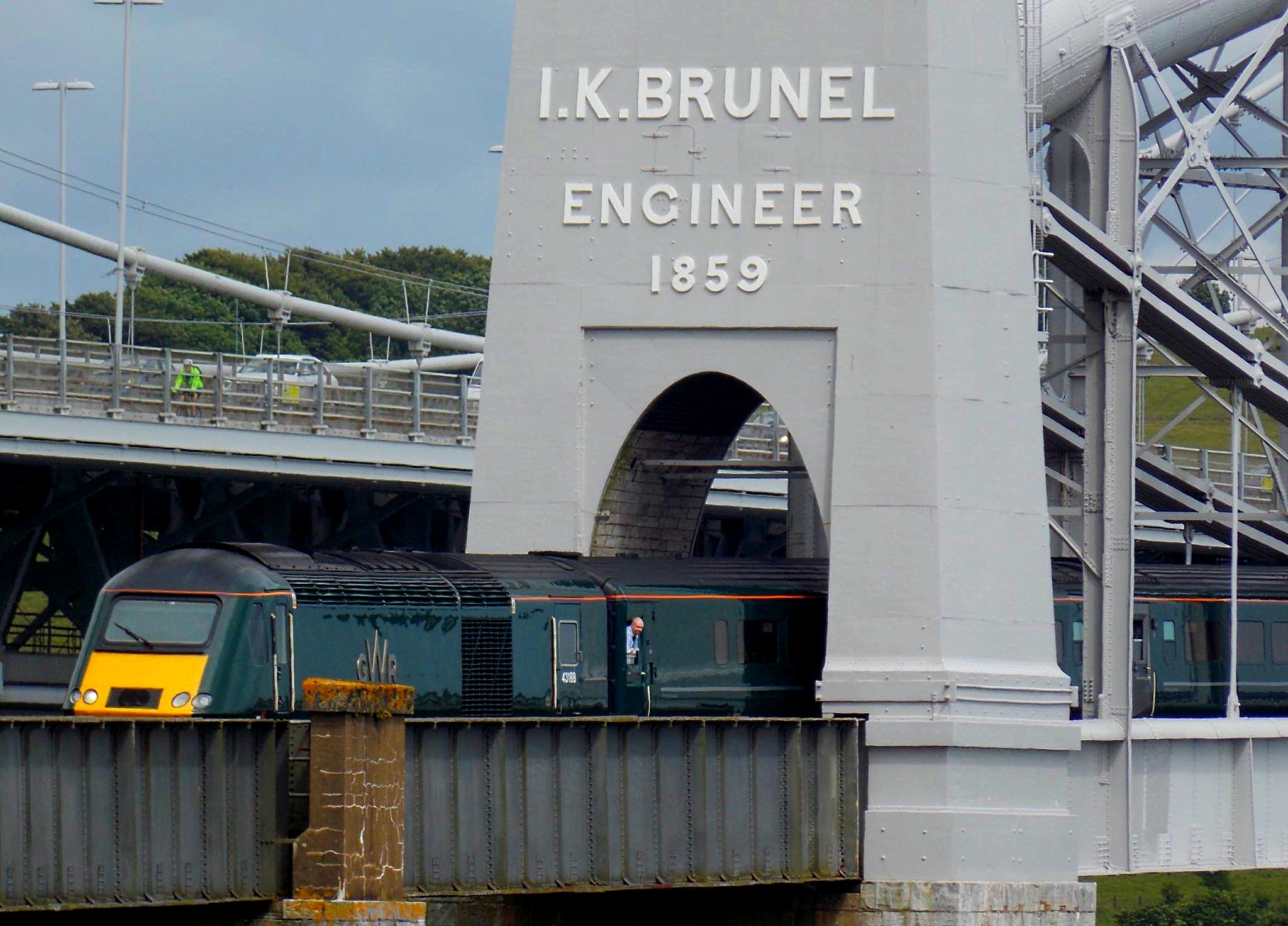
Particolare del portale d'ingresso con la dedica a Isambard Kingdom Brunel
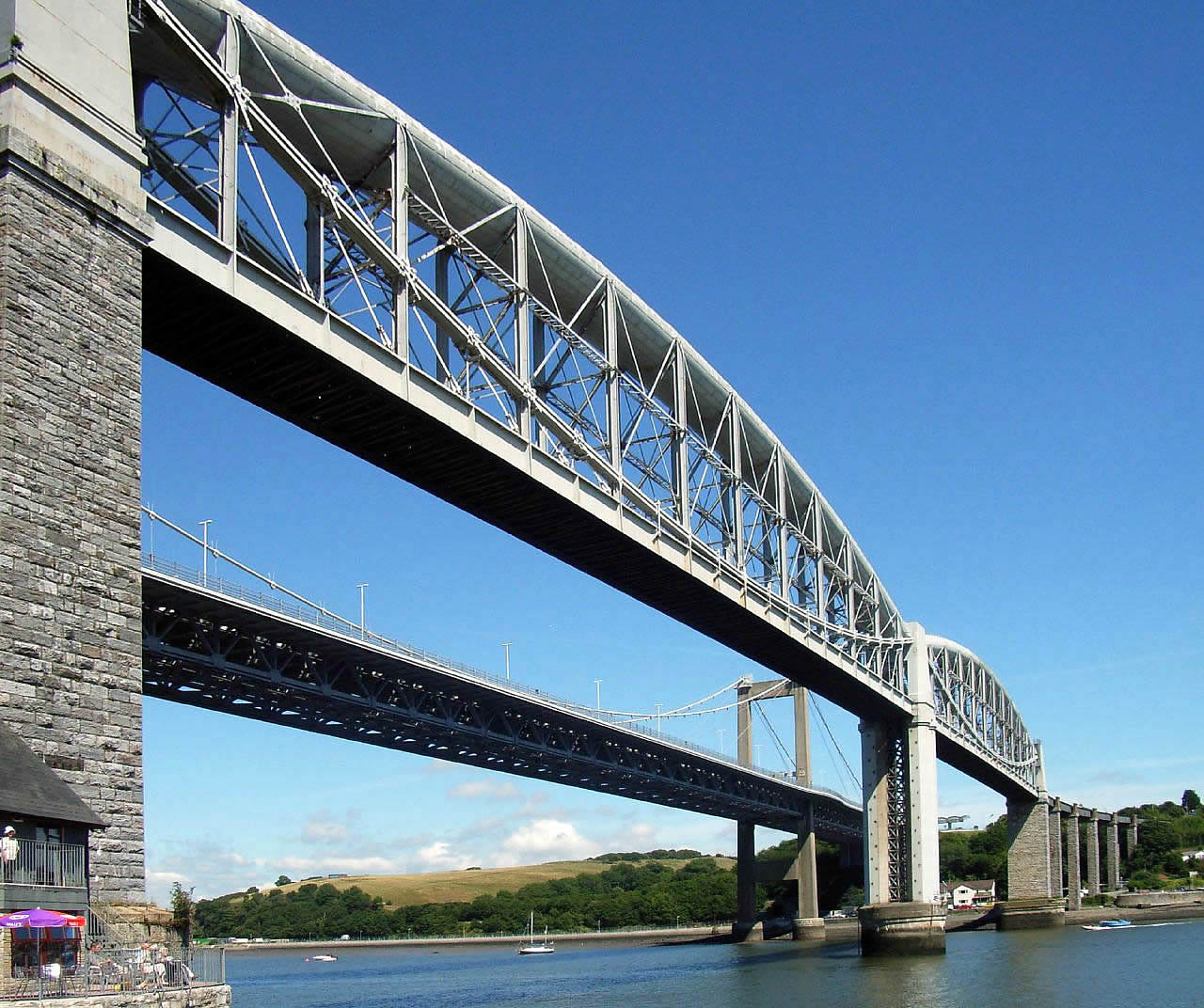
Veduta del Royal Albert bridge e del Tamar Bridge dal lato della Cornovaglia